# Дёмиц
Дёмиц (нем. Dömitz) — город в Германии, в земле Мекленбург-Передняя Померания.
Входит в состав района Людвигслуст. Подчиняется управлению Дёмиц-Маллис.  Население составляет 3177 человек (на 31 декабря 2010 года). Занимает площадь 60,38 км². Официальный код — 13 0 54 024.

## Интересный факт
- Дёмиц — самая западная точка, занятая Красной Армией в ходе Великой Отечественной войны[1].

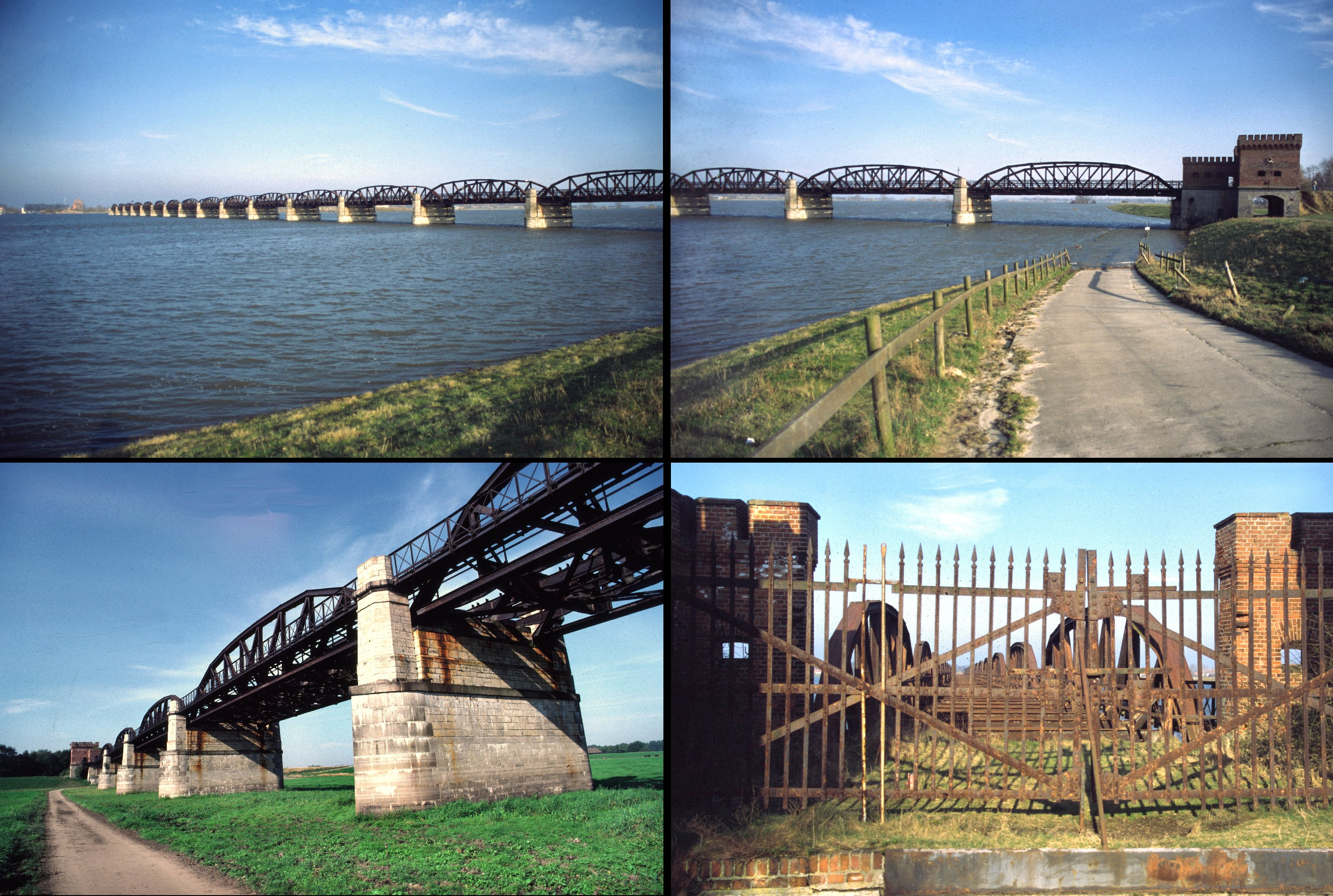
Дёмиц